# Nakasu-Kawabata (metropolitana di Fukuoka)
Nakasu-Kawabata (祇園駅?, Nakasu-Kawabata-eki) è una stazione della metropolitana di Fukuoka che si trova a Hakata. La stazione è servita dalla linea Kūkō, ed è altresì capolinea per la linea Hakozaki, i cui treni proseguono poi in direzione Tenjin sulla linea Kūkō.

## Struttura
La stazione si trova sotto la strada Meiji-dōri, e si sviluppa su tre piani sotterranei. Il primo è il mezzanino, con servizi e tornelli di accesso. Subito sotto si trova il binario di destinazione della linea Hakozaki, e quello in direzione Tenjin per la linea Kūkō. Al piano inferiore sono presenti i binari della linea Kūkō.
Secondo piano interrato
| 1 | Linea Hakozaki | per Hakozaki-Miyamae e Kaizuka        |
| 2 | Linea Kūkō     | per Tenjin, Meinohama e Nishi-Karatsu |

Terzo piano interrato
| 3 | Linea Kūkō | per Hakata e Fukuokakūkō              |
| 4 | Linea Kūkō | per Tenjin, Meinohama e Nishi-Karatsu |

## Statistiche di utilizzo
In median, nell'anno 2015 ogni giorno gli utenti sono stati circa 16 000 persone.
Di seguito la tabella sul traffico passeggeri degli ultimi anni
| Anno | Linea Kūkō | Linea Hakozaki | Totale |
| ---- | ---------- | -------------- | ------ |
| 2001 | 9,720      | 1,254          | 10,974 |
| 2002 | 9,388      | 1,232          | 10,620 |
| 2003 | 9,428      | 1,231          | 10,659 |
| 2004 | 9,061      | 1,219          | 10,280 |
| 2005 | 8,884      | 1,160          | 10,044 |
| 2006 | 9,626      | 1,211          | 10,837 |
| 2007 | 9,810      | 1,230          | 11,040 |
| 2008 | 10,381     | 1,368          | 11,749 |
| 2009 | 10,272     | 1,404          | 11,676 |
| 2010 | 10,442     | 1,443          | 11,885 |
| 2011 | 10,934     | 1,485          | 12,419 |
| 2012 | 11,470     | 1,569          | 13,039 |
| 2013 | 12,677     | 1,699          | 14,376 |
| 2014 | 13,652     | 1,797          | 15,449 |
| 2015 | 14,168     | 1,908          | 16,076 |

## Stazioni adiacenti
| «              | Servizio   | »           |
| Linea Kūkō     | Linea Kūkō | Linea Kūkō  |
| -------------- | ---------- | ----------- |
| Tenjin         | -          | Gion        |
| Linea Hakozaki |            |             |
| Tenjin         | -          | Gofukumachi |